# إيزابورو نيشيبوري
إيزابورو نيشيبوري باليابانية 西堀 栄三郎 بالإنجليزية Eizaburo Nishibori ، ولد في 28 يناير 1903 توفي 13 أبريل 1989
وهو عالم ياباني، ومتسلق الجبال وتقني. ويُعرف أيضًا باسم قائد فريق فصل الشتاء الياباني الرئيسي في أنتاركتيكا.
ولد في كيوتو، وتخرج في مايو 1928 من كلية العلوم بجامعة كيوتو الإمبراطورية وبقي محاضرًا، وفي عام 1936 حصل على شهادته.
في أكتوبر 1936، انتقل إلى شركة خاصة، طوكيو شيبورا الهندسية (توشيبا) . عندما كان رئيس قسم الهندسة، تم تطوير أنبوب الفراغ المسمى «سورا» استجابةً لطلب البحرية. لذلك، فاز بجائزة المعهد الوطني لعلوم الصناعة والتقنية المتقدمة AIST .
بعد الحرب العالمية الثانية، خدم كمستشار للشركات بشكل مستقل، وجلب تقنية مراقبة الجودة الإحصائية إلى العالم الصناعي في اليابان. لذلك، فاز بجائزة ديمنج. وضعت نتائجه كواحدة من أسس التنمية الصناعية السريعة في اليابان بعد الحرب.
بعد عودته إلى جامعة كيوتو كأستاذ (بروفيسور)، نجح في تولى قيادة فريق فصل الشتاء الياباني في أنتاركتيكا، وأيضا أصبح رئيس الرابطة اليابانية لتسلق الجبال. كان كينجي إيمانيشي وتاكيو كوابارا صديقين لنيشيبوري في تسلق الجبال في تلك الأيام. لعب نيشيبوري أيضًا دور التفاوض مع الحكومة النيبالية في «تسلق ماناسلو»، وهو أول تسلق جبلي في اليابان يصل إلى 8000 متر.
كما دعم المغامر الياباني، نعومي ايمورا، وعَلمه كيفية استخدام معدات المراقبة، السدس وما إلى ذلك.